# Viktor Gustaf Balck

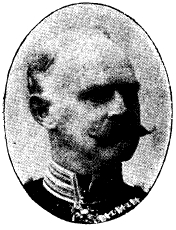
Viktor Balck.

Viktor Gustaf Balck, KCMG (25 de abril de 1844 – 31 de mayo de 1928) fue un oficial del ejército sueco así como uno de los miembros originales del Comité Olímpico Internacional. A menudo se le conoce como el "padre de los deportes suecos".

## Carrera militar
Balck nació el 25 de abril de 1844 en Karlskrona, Suecia y fue marino en su juventud. En 1861 ingresó como cadete de la armada sueca en la Academia militar de Karlbeg en Estocolmo. Tras su periodo como cadete permaneció en la Academia como instructor de gimnasia tras lo que fue ascendido a Teniente segundo en el regimiento de Narke en 1866. En 1875 fue ascendido a Teniente en el mismo regimiento y a Capitán en 1884.
Sin embargo consagró casi enteramente su carrera militar a la gimnasia y los deportes. Fue profesor de gimnasia en Karlberg entre 1868 y 1870, y profesor de la escuela de monta del ejército de caballería en Strömsholm entre 1870 y 1872. En 1885 se convirtió en profesor del Instituto Central de Gimnasia sueco, para pasar a ser Jefe de estudios entre 1887 y 1909 y director del mismo entre 1907 y 1909. En 1894 fue ascendido a comandante, en 1900 a teniente coronel y en 1904 a coronel. En 1909 pasó a reserva militar y en 1914 recibió una promoción honoraria al rango de mayor general.

## Carrera como dirigente deportivo
Tras finalizar su entrenamiento como militar, Balck estudió pedagogía y medicina en el Instituto Central de Gimnasia sueco, donde pasó a ser profesor en 1868.
Como joven oficial y profesor de gimnasia, Balck era de la impresión de que la gimnasia y los deportes estaban subdesarrollados en Suecia con respecto a otros países de su entorno. Decidido a cambiar esta situación, desde la década de 1870 participó en la formación de muchos clubes deportivos y organizaciones y en la fundación de revistas relacionadas.

## Carrera como dirigente internacional
Balck se implicó en el emergente movimiento deportivo internacional a finales del siglo XIX. En 1894 se convirtió en uno de los miembros originales del Comité Olímpico Internacional, siendo uno de los vicepresidentes del Comité Olímpico Nacional Sueco desde 1913 hasta su muerte en 1928. Fue además el creador de los Juegos Nórdicos celebrados por primera vez en 1901.
En 1894 Balck propuso Estocolmo como sede de los Juegos Olímpicos, lo cual lograría en 1912.
Fue también presidente de la Unión Internacional de Patinaje sobre Hielo entre 1894 y 1924.
En reconocimiento a su carrera internacional fue nombrado caballero comendador de honor de la Orden de San Miguel y San Jorge.